# 树牵牛
树牵牛（[Ipomoea carnea subsp. fistulosa] 错误：{{Langx}}：文本有斜体标记（帮助））又名印度旋花，为旋花科番薯属直立灌木，原产拉丁美洲，在美国南部以及亚洲、非洲、大洋洲的热带、亚热带地区栽培、归化。